# Ленковская, Елена Эдуардовна

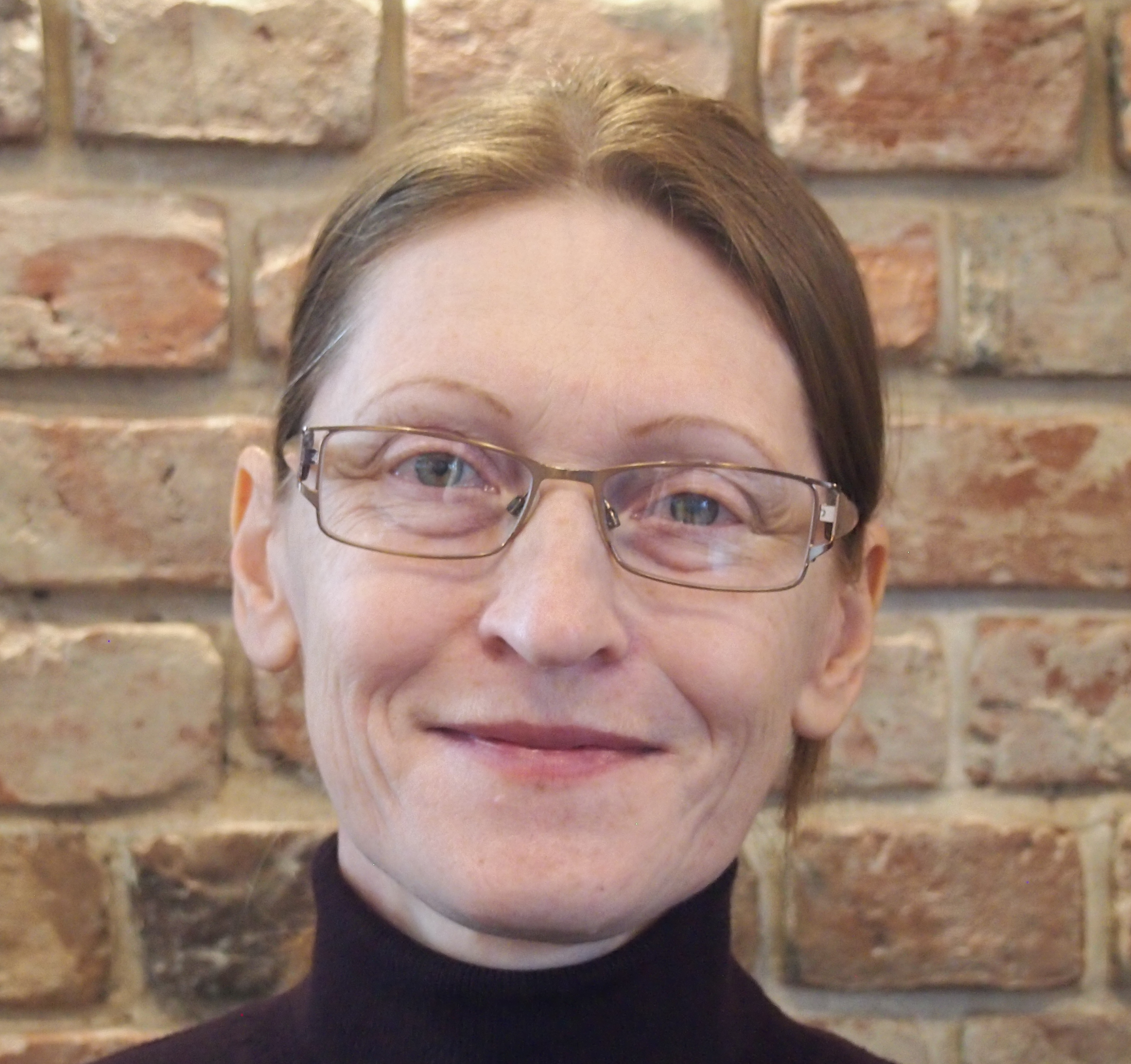

Еле́на Эдуа́рдовна Ленко́вская — российская писательница, литературный критик.

## Биография
Окончила стройфак УПИ (1990), искусствоведческий факультет УрГУ (1996).
Искусствовед, яркий арт-критик эпохи 1990-х, тогда же главный редактор легендарного журнала «Комод» — первого на Урале издания, целиком посвящённого актуальному искусству.
Дебютная художественная книга Елены Ленковской вышла в 2011 году.
В 2017—2018 г.г. вела регулярную авторскую рубрику «Детская книжная полка» в художественно-публицистическом журнале «Урал», где публиковала острые, взыскательные рецензии на получившие широкий резонанс книги для детей и подростков.
Руководитель школы писательского мастерства «Литературная мастерская Елены Ленковской» .

## Книги
- «Сокровища Рифейских гор». — М.: «Детская и юношеская книга», 2024
- «Две кругосветки». — М.: «Детская литература», 2024
- «Лето длиною в ночь». — М.: «Детская литература», 2023
- «Марш оловянных солдатиков». — М.: «Детская литература», 2022
- «Мангупский мальчик». — М.: «Детская литература», 2018
- «По ту сторону покойника». — М.: «Аквилегия-М», 2018
- «Реставратор птичьих гнёзд». — М.: «Детская литература», 2017
- «Селёдка в кармане». // Альманах «Детская». — № 2 — Екатеринбург: Журнал «Урал», 2016
- «Радиус козы». // Альманах «Детская». — № 1 — Екатеринбург: Журнал «Урал», 2015
- «Сокровища Рифейских гор». — Екатеринбург: «Генри Пушель», 2014
- «Коллекция зубов и другие рассказы». // Журнал «Урал». — 2014. — № 4. — С.166
- «Верная стрела». // Журнал «Октябрь». — 2014. — № 11
- «Повелители времени. Лето длиною в ночь». — СПб.: «Астрель-СПб» (ИГ АСТ), 2013
- «Повелители времени. Две кругосветки». — СПб.: «Астрель-СПб» (ИГ АСТ), 2012
- «Повелители времени. Спасти Кремль». — СПб.: «Астрель-СПб» (ИГ АСТ), 2011

## Статьи, интервью, журнальные публикации
- «Пятая колонна в действии» (интервью) // «Литературная Россия», — 2024. — № 40
- «Белка с кредиткой в зубах» (статья) // «Литературная Россия», — 2024. — № 39.
- «Объявление в парке» (рассказ) // «Литературная Россия», — 2024. — № 27.
- «Получился не привет, а выстрел» (интервью) // «Литературная Россия» — 2024. — № 24.
- «Детская литература не любит и не понимает детей, она их использует!» (интервью) // «Литературная Россия» — 2024. — № 22.
- «Иные ветры» (рецензия на книгу Е. Рудашевского «Бессонница»). // Журнал «Урал». — 2018. — № 11.
- «Парадоксы Веры» (рецензия на книгу Д. Доцук «Поход к двум водопадам»). // Журнал «Урал». — 2018. — № 7.
- «Балет искусство волшебное» (рецензия на книгу «Сказки балета»). // Журнал «Урал». — 2018. — № 7.
- «Полцарства за коня» (рецензия на книгу М. Лазаренской «Конкур в ритме солнца»). // Журнал «Урал». — 2018. — № 7.
- «Расширяя границы мира» (рецензия на книгу Н. Назаркина «Три майские битвы на золотом поле»). // Журнал «Урал». — 2018. — № 3.
- «Что могут сказочники?» (рецензия на книгу С. Лавровой «Куда скачет петушиная лошадь?»). // Журнал «Урал». — 2018. — № 3.
- «Горячие ключи авангарда» (рецензия на книгу «Эль лисицкий. 2 книги детям»). // Журнал «Урал». — 2018. — № 3.
- «Знаю, что ничего не знаю» (рецензия на книгу Сергея Ив. Иванова «Детский курс разных наук»). // Журнал «Урал». — 2017. — № 10.
- «С прошлым на связи» (о совместном проекте РГДБ и издательства «Арт-Волхонка» — серии репринтов детских книжек «Детям будущего», «выпуск Про город»). // Журнал «Урал». — 2017. — № 10.
- «Название на вырост» (рецензия на книгу О. Колпаковой «Полынная ёлка»). // Журнал «Урал». — 2017. — № 7.
- «Встряхнув калейдоскоп» (рецензия на книгу А. Жвалевского/ Е. Пастернак «Открытый финал»). // Журнал «Урал». — 2017. — № 7.
- «Под русским флагом» (рецензия на книгу «Вокруг света под русским флагом: первое кругосветное путешествие русских на кораблях Надежда и Нева под начальством Флота Капитан-Лейтенантов Ивана Крузенштерна и Юрия Лисянского»). // Журнал «Урал». — 2017. — № 7.
- «Ленинградские страшные сказки» (о книгах Ю. Яковлевой «Дети ворона» и «Краденый город»). // Журнал «Урал». — 2017. — № 4.
- «Белый шум» (принципы оформления познавательных книг для детей в издательствах «Белый город» и «Воскресный день»). // Журнал «Урал». — 2017. — № 4.
- «Убью за ТСЯ и ТЬСЯ как начало сонета» (рецензия на книгу Э. Веркина «Пролог»). // Журнал «Урал». — 2017. — № 1.
- «Борщ из топора» (рецензия на книгу А. Гиваргизова «В честь короля» в оформлении В. Гараниной). // Журнал «Урал». — 2017. — № 1.
- «Лёгок ли ветер?» (рецензия на роман И. Богатырёвой «Кадын»). // "Журнал «Урал». — 2017. — № 1.
- «Реакция замещения: критик = эксперт?». // Журнал «Урал». — 2016. — № 12.
- «Детский Декамерон». // Журнал «Урал». — 2012. — № 4.

## Награды и премии
- 2011 лауреат российской национальной литературной премии «Рукопись года», книга «Повелители времени. Спасти Кремль»
- 2011 специальный диплом Международной литературной премии им. В. П. Крапивина, книга «Повелители времени. Спасти Кремль»
- 2013 первое место во Всероссийском конкурсе литературных произведений для детей и юношества «Книгуру», познавательная книга «Сокровища Рифейских гор»
- 2016 лауреат Всероссийской литературной премии им. П. П. Бажова в номинации «Мастер. Проза», книга «Сокровища Рифейских гор»
- 2016 дипломант Международной литературной премии им. В. П. Крапивина, повесть «По ту сторону покойника»
- 2016 шорт-лист V Международного конкурса имени С. В. Михалкова на лучшее художественное произведение для подростков, повесть «Реставратор птичьих гнёзд»
- 2018 шорт-лист VI Международного конкурса имени С. В. Михалкова на лучшее художественное произведение для подростков, роман «Мангупский мальчик»